# Lightyear (pel·lícula)
Lightyear és una pel·lícula estatunidenca de ciència-ficció animada per ordinador produïda per Pixar Animation Studios i Walt Disney Pictures. És una pel·lícula derivada de la sèrie Toy Story de Pixar, que serveix com una història d'origen per al personatge fictici amb forma humana Buzz Lightyear, que va inspirar la figura d'acció homònima. És dirigida per Angus MacLane en el seu debut com a director en solitari i protagonitza la veu de Chris Evans com a personatge principal, juntament amb Taika Waititi. Es va estrenar el 17 de juny de 2022 amb la distribució de Walt Disney Studios Motion Pictures. La pel·lícula es va doblar al català. La distribució del doblatge en català va comptar amb 38 còpies.

## Premissa
El 28 de desembre de 2002 a les 19.00 h. Lightyear gira al voltant de la història d'origen fictícia de Buzz Lightyear, el personatge en què es basaven les figures d'acció de la sèrie Toy Story.

## Veus
| Personatge            | Veu en anglès       | Veu en català     |
| --------------------- | ------------------- | ----------------- |
| Buzz Lightyear        | Chris Evans         | Raúl Llorens      |
| Izzy Hawthorne        | Keke Palmer         | Melania Pérez     |
| SOX                   | Peter Sohn          | Claudi Domingo    |
| Mo Morrison           | Taika Waititi       | Gerry Núñez       |
| Darby Steel           | Dale Soules         | Núria Llop        |
| Zurg                  | James Brolin        | Francesc Belda    |
| Alisha Hawthorne      | Uzo Aduba           | Carla Mercader    |
| I.V.A.N.              | Mary Mcdonald-Lewis | Maribel Pomar     |
| Comandant Burnside    | Isiah Whitlock Jr.  | Sergi Mani        |
| ERIC / DERIC          | Angus Maclane       | Xavier Martín     |
| Featheringharnstan    | Bill Hader          | David García Llop |
| Aviador Díaz          | Efren Ramirez       | Marc Gómez        |
| Izzy Hawthorne (nena) | Keira Hairston      | Celia Sol         |

## Producció

### Desenvolupament
El desenvolupament de Lightyear va començar després d'acabar els treballs en la seqüela Finding Nemo (2003) Finding Dory (2016). Després de la codirecció de Dory amb Andrew Stanton, Angus MacLane va tenir permís per fer la idea de fer una pel·lícula de Buzz Lightyear, després d'haver-se preguntat sempre quina pel·lícula va veure Andy Davis en la història original de Toy Story (1995) per interessar-se en una figura d'acció de Buzz Lightyear. MacLane, també un fan de la ciència-ficció, s'havia sentit atret pel personatge de Lightyear des que va començar a treballar a Pixar, sentint que la història de la pel·lícula era molt "personal" per a ell. Un aspecte present en les pel·lícules de Toy Story que Lightyear explora és el desacord de Buzz sobre la naturalesa de la realitat, que, juntament amb els seus ideals heroics, va fer una amalgama de clixés de ciència-ficció que MacLane pretenia fer més que un simple joc de paraules.
El febrer de 2019, Tim Allen, que fins al moment posava veu a Lightyear a les pel·lícules, va expressar el seu interès per fer una altra pel·lícula, ja que «no va veure cap raó per la qual no ho farien». El maig de 2019, al programa de televisió The Ellen DeGeneres Show, Allen va dir que Toy Story 4 (2019) seria l'últim lliurament en la franquícia, però el productor Mark Nielsen va revelar la possibilitat d'una cinquena pel·lícula, ja que Pixar no descartava aquesta possibilitat.
El desembre de 2020, en una reunió de Disney Investor Day, Lightyear va ser anunciat com una pel·lícula spin-off que representa l'origen de l'univers en el qual es desenvolupa la història de Buzz Lightyear, amb Chris Evans proporcionant la veu del personatge.

### Repartiment
El desembre de 2020 es va anunciar que Chris Evans havia estat seleccionat com a Buzz Lightyear després de l'anunci del projecte. Evans va ser la primera i única opció que MacLane va tenir en compte per a Buzz. Un dia va visitar les oficines de Pixar i li van presentar el projecte durant la visita. Evans va acceptar l'oferta immediatament, donat el seu amor per l'animació. Taika Waititi va ser triat per a un paper secundari.

## Màrqueting
La campanya de màrqueting de Lightyear va començar el 27 d'octubre de 2021, amb el llançament d'un tràiler que va rebre 83 milions de visites en les seves primeres 24 hores. Comparat amb altres pel·lícules de Pixar, l'audiència es classifica en segona posició darrere del d'Els increïbles 2 (114 milions).

## Prohibició
La pel·lícula no es va estrenar a diversos països de majoria musulmana, que inclouen Bahrain, Egipte, Iraq, Jordània, Kuwait, Líban, Malàisia, Oman, Qatar, Aràbia Saudita, els Unió dels Emirats Àrabs i l'Estat de Palestina, degut a una escena que mostra un petó entre persones del mateix sexe entre el personatge femení d'Uzo Aduba, Alisha Hawthorne, i la seva dona Kiko. Singapur va estrenar la pel·lícula amb una qualificació d'edat "NC16", el que significa que només les persones més grans de 16 anys poden veure la pel·lícula, mentre que Indonèsia va declarar que no van prohibir la pel·lícula, «però va suggerir que el propietari de la pel·lícula pensés en l'audiència a Indonèsia, on una escena de petons LGBT encara es considera delicada».33 La República Popular de la Xina també va sol·licitar que s'elimini l'escena en qüestió.
L'escena es va eliminar inicialment de la pel·lícula a mitjans de març de 2022, però després de l'oposició del director executiu de Disney, Bob Chapek, al projecte de llei de drets dels pares a l'educació de Florida i l'enrenou polaritzador intern que va causar dins de Disney, l'escena es va restablir. Parlant amb Angelique Jackson de Variety, l'actor Chris Evans havia declarat sobre l'escena dient: «M'han fet la pregunta diverses vegades: és agradable, és meravellós, em fa feliç. És difícil no estar una mica frustrat perquè fins i tot té ser un tema de discussió […] L'objectiu és que puguem arribar a un punt en què sigui la norma, i que això no hagi de ser un terreny desconegut, que eventualment això sigui així. Aquesta representació general és la manera com fem pel·lícules».
La cadena de cinemes peruana, Cineplanet, va posar una advertència sobre l'aparició d'«ideologia de gènere» al film. La mateixa advertència es van posar en diversos cinemes de Guatemala.
La polèmica del petó de dones a la pel·lícula va ser tan gran que molts pares van fer una crida a nivell mundial per no portar els seus fills a veure la cinta del guardià espacial, ja que la majoria va considerar que posar aquest contingut a la cinta va ser completament incorrecte per a una pel·lícula animada que se suposa que va dirigida als nens, i també ho han considerat com un fet incongruent tractant-se d'una pel·lícula fictíciament estrenada l'any 1995.